# Presidente Castelo Branco (Santa Catarina)
Presidente Castelo Branco is een gemeente in de Braziliaanse deelstaat Santa Catarina. De gemeente telt 1.779 inwoners (schatting 2009).